# Sopwith L.R.T.Tr.
Sopwith Long Range Tractor Triplane (~ Dálkový trojplošník s tažným motorem, zkratkou L.R.T.Tr.) byl prototyp britského  dálkového třímístného trojplošného doprovodného stíhacího letounu z první světové války. Jeho neobvyklé uspořádání se vyznačovalo malou střeleckou gondolou namontovanou na horním křídle, poskytující všestranné palebné pole. Byl postaven pouze jeden exemplář, protože jiné menší stíhačky se ukázaly jako praktičtější.

## Vznik a vývoj
Počátkem roku 1916 vypracovalo britské ministerstvo války specifikaci pro vícemístnou doprovodnou stíhačku, která měla být poháněna jedním z nových motorů Rolls-Royce Eagle, určenou k ochraně formací bombardérů před německými stíhačkami, a jako další roli také ničit nepřátelské vzducholodě. Zatímco specifikace nevyžadovala vysokou rychlost, zásadním požadavkem bylo dobré palebné pole pro zbraně, zatímco sekundární protizeppelinová úloha vyžadovala výdrž alespoň sedm hodin letu.
Byly zadány objednávky na prototypy firmám Armstrong Whitworth (F.K.6), Sopwith a Vickers (F.B.11). Všechny tři návrhy byly ovládány potřebou zajistit široká pole výstřelu při absenci účinného synchronizačního zařízení, které by umožňovalo bezpečnou střelbu z kulometů okruhem vrtule.
Návrh Sopwith byl upraven ze stávajícího návrhu na dvoumístný trojplošník, s gondolou pro střelce přidanou k hornímu křídlu. Křídla o malé hloubce s tříkomorovým vzpěrovým systémem, s aerodynamickou gondolou, ve které byl umístěn horní střelec vyzbrojený kulometem Lewis, vestavěnou do centroplánu horního křídla. Křidélka byla namontována na všech křídlech, na spodním křídle doplněná aerodynamickými brzdami. V hlubokém trupu byl umístěn pilot a druhý střelec, který střežil zadní polosféru. Před hlavními podvozkovými koly byla namontována v dostatečném předstihu vyvažovací kola, aby se zabránilo převrácení letadla, protože v takovém případě by horní střelec byl extrémně zranitelný.
Prototyp, kterému se přezdívalo „Egg-Box“, vzlétl koncem roku 1916. Firmou Sopwith nebyl dále vyvíjen, protože v té době již byly k dispozici menší stíhačky vybavené synchronizačním zařízením, včetně jejího vlastního typu 1½ Strutter, a koncept všech navrhovaných třímístných doprovodných stíhaček byl opuštěn.

## Specifikace (L.R.T.Tr.)
Údaje dle:

### Technické údaje
- Posádka: 3 (1 pilot a 2 střelci)
- Délka: 38 ft (12 m)
- Rozpětí: 53 ft (16 m)
- Výška: 52 ft 9 in (16,08 m)
- Nosná plocha:
- Prázdná hmotnost:
- Vzletová hmotnost:
- Pohonná jednotka: 1 × kapalinou chlazený dvanáctiválcový vidlicový motor Rolls-Royce Mark I (Eagle I)
- Výkon pohonné jednotky: 250 hp (190 kW)

### Výkony
- Maximální rychlost: 107 mph (172 km/h)
- Dolet:
- Dostup:
- Stoupavost:

### Výzbroj
- 1 × pohyblivý kulomet Lewis ráže 7,7 mm v gondole na horním křídle
- 1 × pohyblivý kulomet Lewis stejné ráže v hřbetním střelišti